# Isotes darlingtoni
Isotes darlingtoni là một loài bọ cánh cứng trong họ Chrysomelidae. Loài này được Blake miêu tả khoa học năm 1937.